# Права людини у Радянському Союзі
Радянський Союз був тоталітарною державою, де члени Комуністичної партії займали всі ключові позиції в інститутах держави та інших організаціях . Громадянські і політичні права були суттєво обмежені, а все населення було мобілізовано на підтримку державної ідеології та політики. Незалежна політична діяльність не була допущена, в тому числі залучення людей з вільними профспілками, приватними корпораціями, несанкціонованими церквами чи опозиційними політичними партіями. Проголошена державна відданість марксизму-ленінізму обмежувала усі права громадян на приватну власність. Проте, ця ситуація, як відзначали радянські правозахисники 1960-х років, прямо суперечила формальним положенням Конституції 1936 року аж до кінця 1970-х років. Конституція гарантувала, зокрема, право на свободу зборів і асоціацій

## Режим
Режим утвердився в політичній владі за допомогою таємної міліції, пропаганди, поширюваної за допомогою підконтрольних державі ЗМІ, культу особистості, обмеження вільного обговорення і критики, використання масового спостереження, політичних чисток і переслідування окремих груп людей. У новій Конституції 1977 року партія була вперше відкрито і офіційно оголошена провідною силою в країні.

## Радянська концепція прав людини і правової системи
Відповідно до Загальної декларації прав людини, права людини є: «основні права і свободи, на які всі люди мають право.», включаючи право на життя і свободу, свободу слова і рівність перед законом; соціальні, культурні та економічні права, включаючи право на участь у культурному житті, право на харчування, право на працю і право на освіту.
Однак Радянська концепція прав людини сильно відрізнялась від концепції, яка превалює на Заході. Згідно з західною правовою теорією, « саме індивід виступає носієм прав людини, що передбачають відповідні вимоги щодо держави»", в той час як радянський закон стверджував протилежне. Радянська держава розглядалася як джерело прав людини. Таким чином, радянська правова система розглядала право як важіль політики і суди як органи влади Широкі екстра-судові повноваження були передані Радянському комітету державної безпеки. Режим скасував Західне верховенство права, громадянські свободи, захист права і гарантію власності, які розглядалися як прояви «буржуазної моралі» радянськими теоретиками права, такими як Андрій Вишинський. Згідно з Володимиром Леніним, метою соціалістичних суддів було «не усунути терор а обґрунтувати і узаконити його принципово».
Історик Роберт Конквест назвав радянську виборчу систему "сукупністю фантомних інститутів і механізмів, які ставлять людину обличчям до огидних реалій: модельна Конституція, прийнята в найгірший період терору та гарантування людських прав; вибори, на яких був тільки один кандидат, і на яких 99 відсотків виборців голосувало; парламент, в якому жодна рука не була піднята проти чи щоб утриматися. «Сергій Ковальов нагадав „знамениту 125 статтю Конституції, яка перераховувала усіголовні громадянські та політичні права“ в СРСР. Але коли він та інші ув'язненні спробували використати це як законну основу для їх скарг про зловживання, аргументом їх прокурора було, що „ Конституція пишеться не для вас, а для американських негрів, щоб вони бачили, яке щасливе життя у Радянських громадян“
Злочин визначався не як порушення закону, а як будь-які дії, які можуть загрожувати Радянській державі і суспільству. Наприклад, бажання отримувати прибуток могло бути інтерпретоване як контрреволюційна діяльність, яка карається смертю. Ліквідація і депортація мільйонів селян у 1928-31рр. здійснювалась в межах радянського Цивільного кодексу. Деякі радянські вчені-юристи навіть стверджували, що „кримінальні репресії“ можуть бути застосовані при відсутності вини».. Мартін Лацис, керівник українського ЧК пояснив: «не заглядайте у обвинувачувальні справи, щоб побачити чи дійсно постає обвинувачений проти Рад словом чи ділом. Запитайте у нього замість цього, до якого класу він належить, що в нього за спиною, яка в нього освіта та професія. Відповіді на ці питання визначать долю обвинувачуваного. В цьому сенс і сутність Червоного терору».
Метою показових процесів було не «продемонструвати наявність або відсутність складу злочину — це наперед визначалося відповідними державними органами — щоб забезпечити ще один вид політичної агітації і пропаганди для навчання населення (наприклад Московські процеси). Адвокати, які повинні були бути членами партії, були зобов'язані визнати провину їх клієнта…»

## Свобода політичного вираження
У 1930-х і 1940-х роках, політичні репресії проводились радянською таємною міліцією ЧК, ОДПУ і НКВС. Розгалужена мережа громадських інформаторів — добровольців, або тих, кого було насильно завербовано використовувалися щоб збирати відомості для уряду і повідомлень про випадки інакомислення.
Радянські політичні репресії були «де-факто» і «де-юре» системою гоніння і переслідування людей, які були, або сприймались, як вороги радянського ладу. її теоретичною основою стала теорія марксизму, що стосувалась класової боротьби. Терміни «репресії», «терор», та інші міцні слова були офіційними робочими термінами, так як диктатура пролетаріату повинна була придушити опір інших класів, які марксизм розглядав антагоністичними до класу пролетаріату. Законна основа репресій була оформлена в статті 58 Конституції РРФСР та подібних статтях інших радянських республік. Загострення класової боротьби при соціалізмі було проголошено під час Сталінського терору.

## Свобода літературного і наукового вираження
Цензура в СРСР була повсюдною і строго дотримувалась Це породило «Самвидав» підпільне копіювання та поширення забороненої урядом літератури. Мистецтво, література, освіта  були поставлені під жорсткий ідеологічний нагляд, оскільки вони повинні були служити інтересам перемігшого пролетаріату. Соціалістичний реалізм-це приклад такого телеологічно-орієнтованого мистецтва, що сприяло соціалізму і комунізму. Всі гуманітарні і соціальні науки пройшли тестування на сувору відповідність з історичним матеріалізмом.
Всі природничі науки мали бути засновані на філософській основі діалектичного матеріалізму. Багато наукових дисциплін, таких як генетика, кібернетика, і порівняльне мовознавство, було придушено в СРСР та у деякі періоди, засуджено як «буржуазні лженауки». З іншого боку –Лисенківщину, яку багато хто вважає лженаукою, було сприйнято в сільському господарстві та біології. У 1930-х і 1940-х роках, багато видатних вчених було оголошено «шкідниками» або ворогами народу й посаджено у в'язницю. Деякі вчені працювали як заарештовані у «Шарашках» (науково–дослідницьких лабораторіях в рамках системи трудових таборів Гулагу).
Кожне велике підприємство і установа в Радянському Союзі мали Перший Відділ, який доповідав у КДБ; Перший Відділ відповідав за секретність і політичну безпеку на робочому місці.
Згідно з радянським кримінальним кодексом, агітація і пропаганда, яка здійснювалась з метою ослаблення Радянського авторитету, або розповсюдження матеріалів чи літератури, які паплюжили Радянську державу і суспільний лад, були покарані позбавленням волі на строк 2-5 років; для другого злочину строком на 3-10 років.

## Право голосу
На думку комуністичних ідеологів, Радянська політична система була істинною демократією, де ради являли собою волю робітничого класу. Зокрема, в Конституції СРСР 1936 р.гарантовано взагалі прямі виборні права при таємному голосуванні. На практиці, однак, були відступи від принципу. Наприклад, усіх кандидатів вибирали Комуністичні Партійні організації перед виборами у червні 1987 р.

## Економічні права
Особиста власність була дозволена з деякими обмеженнями. Нерухомість в основному належала державі. Право на здоров'я, житло, освіту, харчування гарантувалося шляхом забезпечення повної зайнятості та через механізми забезпечення економічного добробуту, реалізовані на робочому місці.
Однак, ці гарантії не завжди дотримувалися на практиці. Наприклад, п'ять мільйонів людей не мало адекватного харчування, їх морили голодом до смерті під час радянського голоду 1932—1933 років, одного з кількох. Голод, 1932-33 років був викликаний, в першу чергу політикою колективізації.
Економічний захист поширювався також на літніх людей та інвалідів шляхом виплати пенсій і допомог.

## Свобода зібрань та об'єднань
Свобода зборів і об'єднань була обмежена. Працівники не мали права на вільну профспілкову організацію. Всі існуючі профспілки були організовані і контролювалися державою. Всі політичні і молодіжні організації, такі, як піонери і комсомольці, служили для втілення в життя політики Комуністичної партії. Участь у несанкціонованих політичних організаціях могла призвести до тюремного ув'язнення, ув'язнення в таборах, або смертного вироку.

## Свобода релігії
В СРСР пропагандували атеїзм. Для цього, Комуністичний режим конфіскував церковну власність, висміював релігію, ображав віруючих, і насаджував атеїзм в школах. Дії по відношенню до конкретних релігій, визначалися державними інтересами, і більшість організованих релігій ні коли не було оголошено поза законом відкрито.
Деякі дії щодо православних священнослужителів і віруючих включали тортури; відправлення до в'язниці і таборів, трудових таборів або психіатричних лікарень. Багато православних (разом з людьми інших віросповідань) були також піддані психологічному покаранню або тортурам та експериментам з насильницького переконання з метою змусити їх відмовитися від своїх релігійних переконань.
Практикуючі православні християни були обмежені в кар'єрі і членстві в комуністичній організації (наприклад, партії і Комсомолі). Антирелігійна пропаганда була відкритою, підтримувалась і заохочувалась державою, в якій Церкві не була надана можливість публічно відповідати. Семінарії були закриті, і церква була обмежена в публікації матеріалів. Насаджувався атеїзм в школах, комуністичних організаціях, і ЗМІ. Було створено такі організації, як товариство безбожників.

## Свобода пересування
Еміграція і будь-яка подорож за кордон була не можлива без дозволу уряду. Людям, яким не дозволили покинути країну і які агітували за своє право залишити її в 1970-ті роки були відомі як «відмовники». Згідно з Радянським кримінальним кодексом, відмова повернутися з-за кордону була зрадою, яка каралася позбавленням волі на строк від 10 до 15 років або смертною карою з конфіскацією майна.
Паспортна система в Радянському Союзі обмежувала міграції громадян всередині країни через «прописку» (вид на проживання/реєстрація) та використання внутрішніх паспортів. Протягом тривалого періоду радянської історії, селяни не мали паспортів і не могли переїхати до міста без дозволу. Багато колишніх ув'язнених отримували «вовчі квитки», їх пускали жити мінімум на 101 км від меж міста. Подорож в закриті міста і регіони поблизу державного кордону СРСР була сильно обмежена. Спроба незаконної втечі за кордон каралася позбавленням волі на 1-3 роки.

## Правозахисний рух
Правозахисники в Радянському Союзі регулярно зазнавали переслідувань, репресій і арештів. У ряді випадків, тільки публічний статус таких правозахисників, як Андрій Сахаров, допомогли запобігти повній зупинці діяльності руху.
СРСР та інші країни Радянського блоку утримувалися від голосування за Загальну декларацію ООН з прав людини 1948 року, пославшись на його «надмірно юридичний» характер, а також, що можливо посягання на національний суверенітет.СРСР і деякі її союзники підписали Міжнародний пакт 1966 року про економічні, соціальні і культурні права і Міжнародний пакт про громадянські і політичні права, ці документи не були ані відомими, людям, що живуть під владою комуністів, ані серйозно сприймалися комуністичними властями. Уряди західних країн не наголошували на питаннях прав людини в ранній період відлиги.
Тим не менш, більш організований рух за права людини виріс з руху незгодних, відомого як «захисники прав» в кінці 1960-х і 1970-х років, один з його найбільш важливих публікацій самвидаву були, «Хроніки поточних подій», які почали поширювати в 1968 році, коли ООН оголосила Міжнародний Рік з прав людини.
У наступні роки з'явилася низка спеціалізованих правозахисних груп: ініціативна (діюча) група з захисту прав людини в СРСР (1969), Комітет прав людини в СРСР (1970); та секція «Міжнародної амністії» СРСР в 1973 році. Вони писали звернення, збирали підписи для петицій і були присутні на судах.
Вісім країн-учасниць Варшавського договору підписали в Гельсінкі заключний акт"Третього кошика" у серпні 1975 року. до заключного акта включено основні положення в галузі прав людини. В 1976-77 роки, кілька «Гельсінкських групи» формувалися в різних містах, щоб стежити за дотриманням Радянським Союзом Гельсінського заключного акта, знаходячись в Києві, Москві, Вільнюсі, Тбілісі та Єревані. Вони досягли успіху в об'єднанні різних галузей Правозахисного руху. Подібні об'єднання стали виникати і в інших державах-сателітів, таких як «Хартія-77» у Чехословацькій Соціалістичній Республіці.